# Józef Szala
Józef Szala (ur. 7 grudnia 1938 w Smolarach, zm. 24 września 2023) – polski profesor nauk technicznych.

## Życiorys
Urodził się w 1938. W 1961 ukończył studia na Wydziale Maszynowym Politechniki Gdańskiej (specjalność: Maszyny Cieplne Tłokowe). W 1975 uzyskał doktorat (Wydział Maszyn Roboczych i Pojazdów Politechniki Poznańskiej), w 1981 habilitację (Wydział Mechaniczny, Energetyki i Lotnictwa Politechniki Warszawskiej), w 1987 tytuł profesora.
W latach 1961–1963 był konstruktorem maszyn budowlanych, a w latach 1963-1966 był oficerem mechanikiem chłodni na trawlerach przetwórniach w Przedsiębiorstwie Połowów Dalekomorskich „Dalmor”. W tym czasie dwukrotnie pełnił funkcję inspektora nadzoru budowy trawlerów w Stoczni Gdańskiej. Od 1966 zatrudniony jako asystent na obecnej Politechnice Bydgoskiej (ówczesna Wyższa Szkoła Inżynierska). Od 1981 kierownik Katedry Podstaw Konstrukcji Maszyn i zarazem (do 1984) prodziekan ds. nauki. W latach 1990–1993 rektor ówczesnej Akademii Techniczno-Rolniczej.
Promotor 10 prac doktorskich (w tym 5 wyróżnionych) oraz recenzent 15 prac doktorskich i 22 przewodów habilitacyjnych.  
W latach 2007–2012 członek Centralnej Komisji ds. Stopni i Tytułów. Był także członkiem Rady Głównej Szkolnictwa Wyższego. Wielokrotnie powoływany w skład recenzentów Komitetu Badań Naukowych oraz  Ministerstwa Nauki i Szkolnictwa Wyższego.
W roku 2009 otrzymał godność Doktora Honoris Causa Uniwersytetu Technologiczno-Przyrodniczego im. J.J. Śniadeckich w Bydgoszczy, a w 2014 otrzymał tytuł doktora h.c. Politechniki Opolskiej. Ponadto otrzymał liczne nagrody i wyróżnienia: 25 dyplomów i medali szkół wyższych, 10 nagród ministrów, 2 nagrody w konkursach naukowych oraz 2 nagrody Prezesa Polskiej Akademii Nauk (1997 i 2007), Medal im. prof. Stefana Ziemby PAN (2000), Medal im. Prof. Jerzego Doerffera (2006), Medal im. prof. Stanisława Kocańdy PAN (2008), Złote Medale BRUSSELS EUREKA – 2000 i 2002 (na światowej wystawie innowacji za współautorstwo opracowania automatycznego ekstensometru laserowego), nagroda naukowa Marszałka Województwa Kujawsko–Pomorskiego (2001). Jest wyróżniony m.in. Złotym Krzyżem Zasługi (1986), Medalem Komisji Edukacji Narodowej (2004), srebrną i złotą odznaką SIMP oraz złotą odznaką NOT.
Działalność naukowa prof. Szali mieści się w dyscyplinie budowa i eksploatacja maszyn. Dorobek naukowy profesora obejmuje problematykę oceny trwałości i wytrzymałości materiałów i elementów konstrukcyjnych poddanych działaniu obciążeń zmiennych w czasie. Autor ponad 100 publikacji naukowych, 14 opracowań zwartych, patentów i licznych opracowań projektowych.